# 타오훙

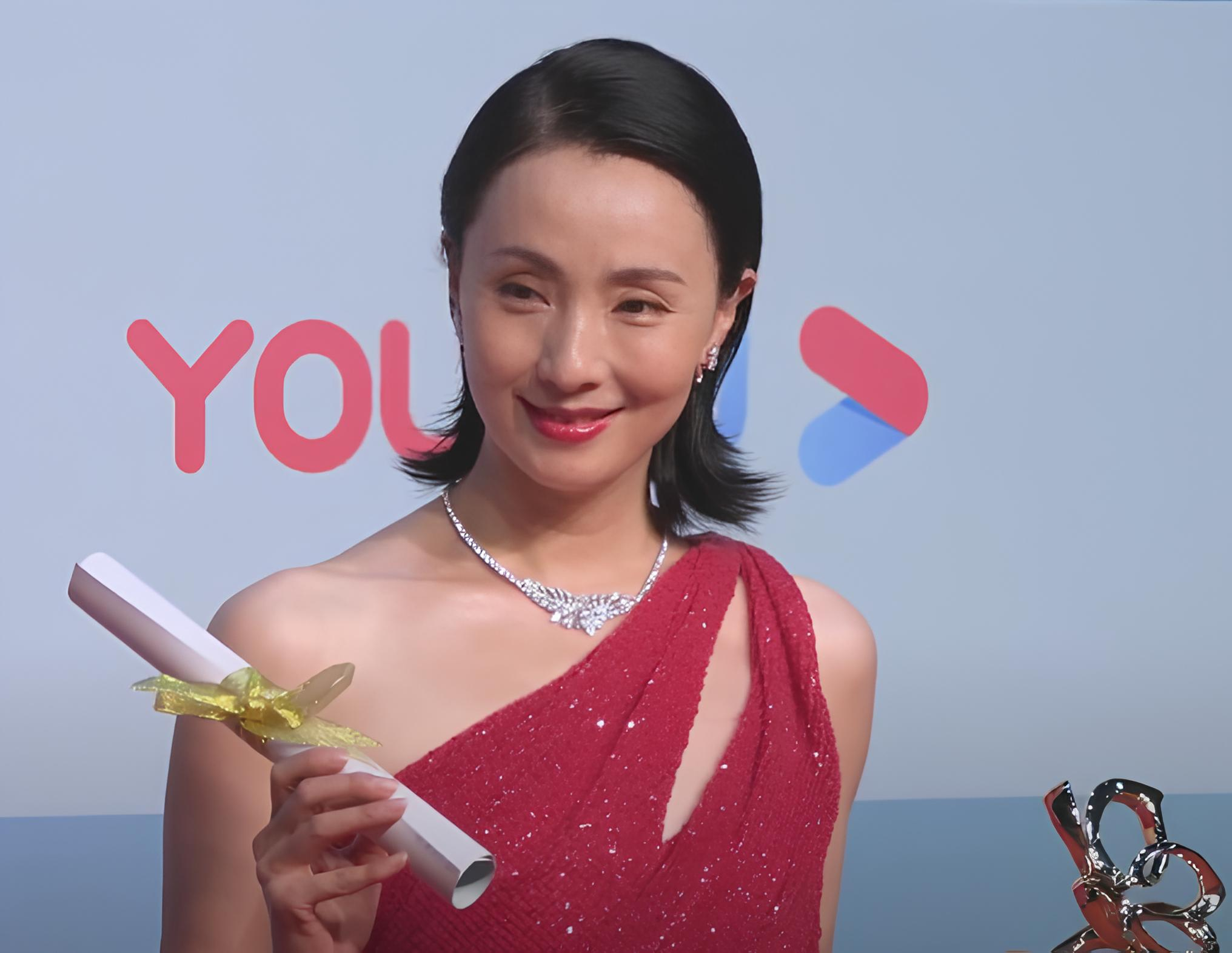

타오훙(중국어: 陶虹, 병음: Táo Hóng, 한자음: 도홍, 1972년 1월 15일 ~ )은 중국의 배우, 수영 선수이다. 장쑤성 우시시에서 태어났으며 중앙희극학원을 졸업했다. 1987년부터 1991년까지 중국 싱크로나이즈드스위밍 국가대표로 활동하기도 했다.

## 방송
- 소환희
- 홍색
- 매방부처
- 가족의 탄생
- 한무제

## 영화
- 니안대작전 (2016년)
- 천사 생명처방 (2015년)
- 홍색 (2014년)
- 가족의 탄생 (2014년)
- 맥생 (2013년)
- 매방부처 (2012년)
- 로스트 인 타일랜드 (2012년)
- 황금대겁안 (2012년)
- 인산인해 (2011년)
- 나의 미녀사장님 (2010년)
- 활해니단신 (2010년) - 주매 역
- 재연만세 (2010년)
- 제3개인 (2007년)
- 엄마의 장국집 (2006년)
- 공주복수기 (2004년)
- 애.단료선 (2003년)
- 라이프 쇼 (2002년)
- 책마소서풍 (2000년) - 명월심 역
- 아이 러브 베이징 (2000년)
- 미려신세계 (1999년)
- 레드 바이올린 (1998년)